# Indice santé
L'indice santé est un agrégat macro-économique, obtenu par la soustraction de certains produits du panier de l’indice des prix à la consommation : les boissons alcoolisées, le tabac et les carburants, à l’exception du gaz de pétrole liquéfié.
En Belgique, depuis janvier 1994, l'indice santé est déduit de l'indice des prix à la consommation.
La valeur moyenne de l’indice santé des quatre derniers mois, l'indice lissé, sert de base à l’indexation des salaires, des traitements et des loyers (pensions et allocations sociales) dès que l’indice lissé dépasse une certaine valeur, l’indice-pivot.